# Emergency Police
Emergency Police ist ein Ableger innerhalb der Emergency-Spieleserie. Es wurde Sixteen Tons Entertainment entwickelt und 2001 von Koch Media veröffentlicht. Das Echtzeit-Taktikspiel behandelt Polizeieinsätze.

## Spielprinzip
Der Spieler wird in insgesamt unterschiedliche 15 Missionen mit Aufgaben der Polizei. Dabei stehen ihm bis zu 40 Fahrzeuge und Einsatzkräfte, darunter Scharfschützen, Polizeipsychologen und Polizeihubschrauber zur Verfügung.

## Rezeption
- PC Player 1/2001: 59 % „... die eigentlich originelle Spielidee wird durch veraltete Grafik und eine unmögliche Steuerung zunichtegemacht.“[1]
- PC Games 1/2001 44 % „Das nervige Ausprobier-Prinzip ist [...] einfach nur noch ermüdend.“[2]